# Malacky (ville)
Pour les articles homonymes, voir Malacky.
Malacky (allemand : Malatzka, hongrois : Malacka) est une ville de la région de Bratislava en Slovaquie.

## Géographie
La ville est située à 34 km au nord de Bratislava et à 159 mètres d'altitude.

## Histoire
La première mention écrite de la ville date de 1231.

## Démographie

### Évolution de la population
| Année:               | 1994.  | 2004.   | 2014.   | 2024.   |
| -------------------- | ------ | ------- | ------- | ------- |
| Nombre de personnes: | 17 753 | 17 858  | 17 135  | 18 810  |
| Différence:          |        | +0,59 % | -4,04 % | +9,77 % |

| Année:               | 2023.  | 2024.   |
| -------------------- | ------ | ------- |
| Nombre de personnes: | 18 804 | 18 810  |
| Différence:          |        | +0,03 % |

## Politique
| Nom            | Parti politique      | date de l'élection | Fin du mandat |
| -------------- | -------------------- | ------------------ | ------------- |
| Jozef Ondrejka | Candidat indépendant | 02.12.2006         | Déc. 2010     |

## Jumelages
La ville de Malacky est jumelée avec :
- Albertirsa (Hongrie) depuis 2000
- Veselí nad Moravou (Tchéquie)
- Szarvas (Hongrie)
- Żnin (Pologne)
- Gänserndorf (Autriche)
- Marchegg (Autriche)

## Personnalités liées
- Ludwig Angerer (1827-1879), photographe austro-hongrois né à Malacky.
- Viktor Angerer (1839-1894), photographe austro-hongrois, frère du précédent, né à Malacky.